# حديقه كياني
حديقه كياني (بالأردية، البنجابية: حدیقہ کیاني؛ ولدت في 11 أغسطس 1972) هي مغنية وكاتبة أغاني وعازفة جيتار وملحنة وممثلة وفاعلة خيرية باكستانية. حصلت على العديد من الجوائز المحلية والدولية كما قدمت عروضًا في قاعة ألبرت الملكية ومركز كينيدي. بالإضافة إلى الأردية والبنجابية، غنت أيضًا العديد من الأغاني باللغتين السندية والبشتوية.
حصلت كياني على رابع أعلى جائزة مدنية باكستانية عام 2006، وهي جائزة تمغا إمتياز، لمساهماتها في مجال الموسيقى. تم تعيينها سفيرة للنوايا الحسنة لبرنامج الأمم المتحدة الإنمائي عام 2010، مما يجعلها أول امرأة في باكستان تكون سفيرة للنوايا الحسنة لدى الأمم المتحدة. تم تسمية حديقه كياني عام 2016، بأنها "أكثر النساء نفوذاً وتأثيراً في باكستان" من قبل مجموعة جانج للصحف، المجموعة الإخبارية الرائدة في البلاد، كجزء من إصدار "القوة" الخاص بهم.